# Gornji Lukavac (Nevesinje)
Pour les articles homonymes, voir Gornji Lukavac et Lukavac.
Gornji Lukavac (en serbe cyrillique : Горњи Лукавац) est un village de Bosnie-Herzégovine. Il est situé dans la municipalité de Nevesinje et dans la république serbe de Bosnie. Selon les premiers résultats du recensement bosnien de 2013, il compte 46 habitants.

## Démographie

### Évolution historique de la population dans la localité
| 1948 | 1953 | 1961 | 1971 | 1981 | 1991 | 2013 |
| ---- | ---- | ---- | ---- | ---- | ---- | ---- |
| -    | -    | 246  | 231  | 180  | 121, | 46   |

|  |

### Communauté locale
En 1991, Gornji Lukavac faisait partie de la communauté locale de Lukavac qui comptait 472 habitants, répartis de la manière suivante :